# Jesper Blomqvist
Lars Jesper Blomqvist (Tavelsjö, Suecia, 5 de febrero de 1974) es un exfutbolista sueco, se desempeñaba como extremo izquierdo y jugó en equipos como el Manchester United y el AC Milan. Su último equipo fue el Persebaya 1927 de la Liga Indonesia.

## Clubes
| Club              | País       | Años        |
| ----------------- | ---------- | ----------- |
| Umeå FC           | Suecia     | 1992 - 1993 |
| IFK Göteborg      | Suecia     | 1993 - 1996 |
| AC Milan          | Italia     | 1996 - 1997 |
| Parma FC          | Italia     | 1997 - 1998 |
| Manchester United | Inglaterra | 1998 - 2001 |
| Everton FC        | Inglaterra | 2001 - 2002 |
| Charlton Athletic | Inglaterra | 2002 - 2003 |
| Djurgårdens IF    | Suecia     | 2003 - 2005 |
| Enköpings SK      | Suecia     | 2008        |
| Hammarby IF       | Suecia     | 2010        |
| Persebaya 1927    | Indonesia  | 2011        |

## Palmarés
IFK Göteborg
- Allsvenskan: 1992-93, 1993-94, 1994-95, 1995-96

Manchester United FC
- FA Premier League: 1998-99
- FA Cup: 1999
- UEFA Champions League: 1999

- Datos: Q342387
- Multimedia: Jesper Blomqvist / Q342387